# Admiralty Fire Control Table

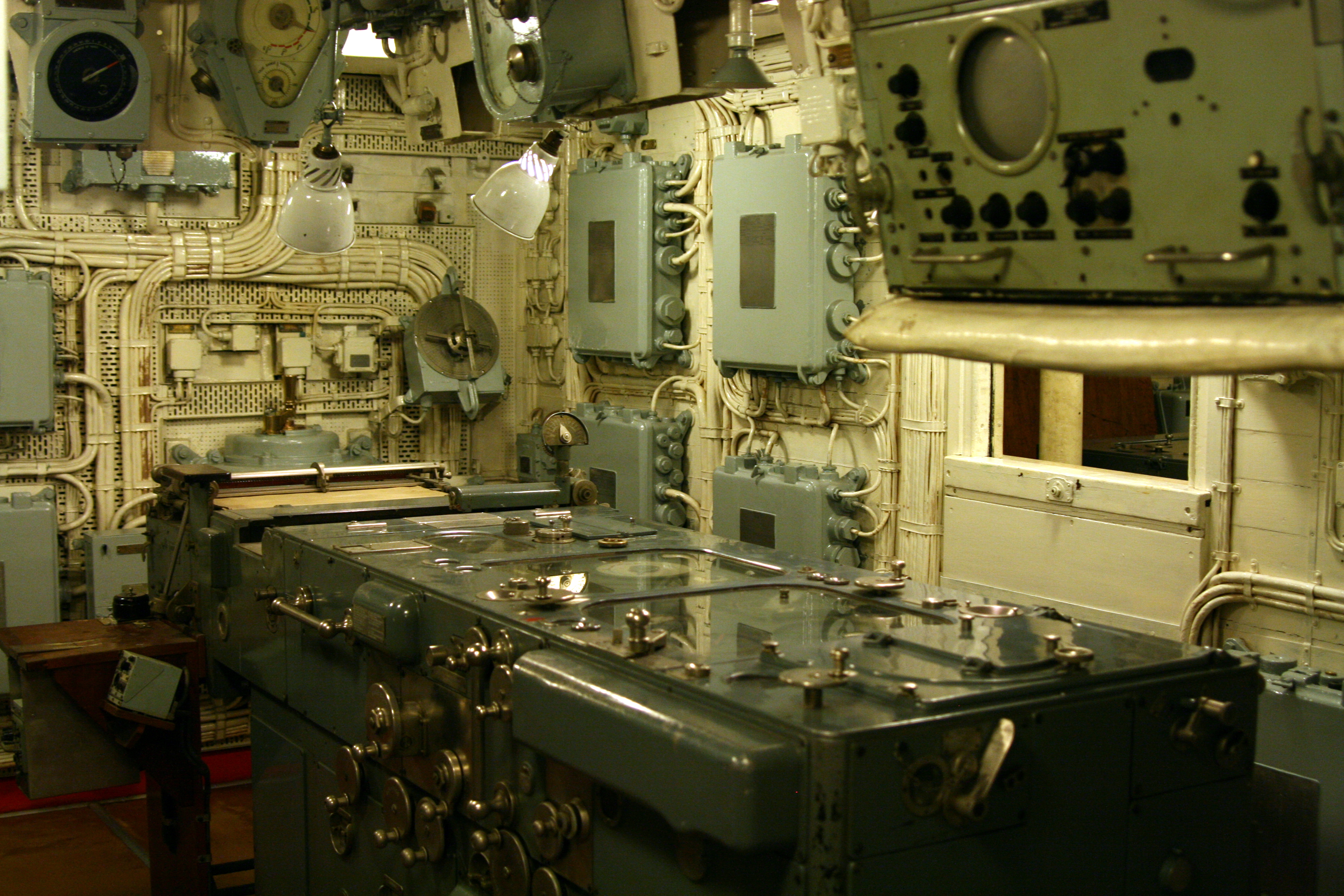
Das Admiralty Fire Control Table im Funkraum der Belfast

Das Admiralty Fire Control Table (A.F.C.T.) war ein elektromechanisches, analogrechnendes Waffenkontrollsystem, das die Geschwindigkeit, Peilung und Entfernung in Daten zur korrekten Zielausrichtung berechnete.

## Entwicklung
In den 1890er Jahren waren die Späher auf Schiffen mit einem feststehenden Fernrohr ausgestattet, das Bewegungen sowohl in der vertikalen als auch in der horizontalen Ebene erfassen konnte. Diese Bewegungen wurden auf separaten Ziffernblättern aufgezeichnet, die der Offizier sehen konnte, ohne seinen Kopf zu bewegen.
Als die Schiffe jedoch größer und stärker unterteilt wurden, wurde die Kommunikation zwischen den Spähern und den Kanonieren immer ineffizienter. Ohne Elektrizität konnten sich die Besatzungen nur auf Sprachrohre und Signalhörner verlassen. In den 1900er Jahren vertrat Percy Scott die Ansicht, dass die Wiedereinführung des Direktorfeuers den Bedürfnissen der modernen Geschützführung am besten entsprechen würde. Im Prinzip würde es aus einem leistungsstarken Teleskop im Mars des Fockmastes bestehen, dessen horizontale Achse oder Nullmarke mit der horizontalen Achse aller Geschütze jeder Breitseite ausgerichtet war und dessen Seitenrichtbereich so abgestuft war, dass er den Abstufungen an den Geschützen entsprach. Aufgrund seiner erhöhten Position konnte ein Späher nicht nur weiter sehen als die Kanoniere, sondern er befand sich auch über dem von den Geschützen erzeugten Rauch. Die Feuerleitung verlagerte das Zielen von den Matrosen, die die Geschütze bedienten, zu den Offizieren mit Instrumenten. Die Kanoniere waren jetzt nur noch ausführende Personen, die keine Verantwortung für die Zielerfassung hatten. Im Gegensatz dazu, so die Argumentation, mussten die Geschützoffiziere in der Feuerleitung ihre Fähigkeiten und ihr Urteilsvermögen einsetzen, um die Granateinschläge zu interpretieren und das Geschützfeuer zu korrigieren. Trotz dieser Zentralisierung  musste Percy Scott eine energische Kampagne führen, um seine Ideen durchzusetzen, denn viele Offiziere hielten die manuelle Steuerung immer noch für heroisch und genauer. Bessere Schießergebnisse bei Gefechtsübungen unterstützten Scotts Programm jedoch, und bis 1913 wurde es in allen neuen britischen Schlachtschiffen und Kreuzern installiert.
1903 entwickelte Vickers ein Uhrwerk, das, sobald die Reichweite und die Veränderungsrate der Reichweite ermittelt waren, den Richtschützen fortlaufend die jeweilige Distanz übermittelte.
1905 hatte Arthur Pollen ein Gerät konstruiert, mit dem die Daten eines Entfernungsmessers zusammen mit den Peilungen des Gegners auf Papier aufgezeichnet werden konnten, wobei die eigene Geschwindigkeit berücksichtigt wurde. Trotz seines Scheiterns bildete es die Grundlage für die Idee, die Antworten mechanisch zu berechnen.
Da die Geschwindigkeit, mit der sich die Entfernung änderte, ebenso wichtig war wie die Entfernung selbst und sich beide Schiffe bewegten, musste der Kanonier vor jedem Schuss die Entfernung messen, was wiederum die Feuergeschwindigkeit verlangsamte.
Ein erster Versuch war der Dumaresq, ein Analogrechner, mit dem die Rate der Distanzveränderung und der Peilung berechnet werden konnte.
1909 hatte Leutnant Frederic Dreyer zusammen mit dem Präzisionshersteller Keith Elphinstone einen Prototyp gebaut, der Entfernungsaufzeichner mit einem Dumaresq und einer Entfernungsuhr auf einem einzigen Rahmen verband, woraufhin die Admiralität 1912 beschloss, die nun Dreyer Table genannte Konstruktion als ihren ersten Feuerleitrechner einzusetzen.
1919 beschloss die Admiralität, den Dreyer-control table zu Gunsten einer kompletten Neukonstruktion zu ersetzen. Sie sollte aus einem Uhrwerk bestehen, das die Entfernung, die Ablenkung und die Peilung der Kanone anzeigt, sowie aus einem Diagramm, das die Ausgabe des Uhrwerks mit der Beobachtung einschließlich der Zielpunkte vergleicht. Zusätzlich würden die eigene Bewegung und die des Ziels sowie jede Differenz zwischen dem Entfernungsmesser und der Schussentfernung getrennt angezeigt werden, so dass eine individuelle Bewertung möglich wäre.

### Funktion
Der AFCT Mark I war in Modulbauweise konstruiert und bestand aus insgesamt zwanzig Einheiten, die durch Schächte unter einem Zwischenboden verbunden waren.  Wegen der Ungewissheit, ob die Elektromotoren genau mit der gewünschten Geschwindigkeit laufen, war der Tisch mit einer Reihe von Mehrzylinder-Luftmotoren ausgestattet, die von einem elektrischen Kompressor angetrieben wurden. Der Betrieb war so weit wie möglich automatisiert, wobei die Daten manuell angepasst wurden.
Jedes Mal, wenn sich die Einstellungen des Feindes änderten, begann die Aufzeichnung auf einer neuen Grundlage. Jede halbe Minute sollten Schätzungen über den Kurs und die Geschwindigkeit des Gegners eingeholt und jedes Mal eine Bleistiftlinie durch das Diagramm gezogen werden. Die letzten 30 Sekunden der Plotdaten sollten besonders ernst genommen werden, ebenso wie die Informationen, die bis zur letzten Linie auf dem Plot zurückreichten.
Bei einer Neigung von etwa neunzig Grad ergab die Peilung eine genaue Schätzung der Zielgeschwindigkeit. Wenn die Neigung weit von neunzig Grad entfernt war, wurde die Tendenz der feindlichen Peilung hauptsächlich durch die verwendete Einstellung der feindlichen Geschwindigkeit beeinflusst.